# Елшанка (приток Терсы)
Елшанка — река в России, протекает в Вольском районе Саратовской области. Правый приток реки Терса, бассейн Волги.

## География
Река начинается на высоком правом берегу Волги выше села Куликовка. Течёт на юг, ниже Куликовки постепенно поворачивает на юго-восток. Дважды запружена. Справа впадают ручьи из оврагов Елховый, Кутейников, абрамычев, Безымянный, слева — Тростяной. Ниже устья Тростяного и второй запруды на левом берегу реки расположено село Дубровное. Елшанка впадает в Терсу в 16 км от устья последней. Длина реки составляет 20 км.

## Данные водного реестра
По данным государственного водного реестра России относится к Нижневолжскому бассейновому округу, водохозяйственный участок реки — Волга от Саратовского гидроузла до Волгоградского гидроузла, без рек Большой Иргиз, Большой Караман, Терешка, Еруслан, Торгун. Речной бассейн реки — Волга от верхнего Куйбышевского водохранилища до впадения в Каспий.
Код объекта в государственном водном реестре — 11010002212112100009521.